# Fordicidia (genre)
Cet article concerne le genre d'hémiptères. Pour la fête de la Rome antique, voir Fordicidia.
Genre
Fordicidia est un genre d'hémiptères de la famille des Derbidae.

## Liste d'espèces
Selon Catalogue of Life (28 février 2013) :
- Fordicidia robusta